# Losgna cariniscutis
Losgna cariniscutis är en stekelart som först beskrevs av Cameron 1905.  Losgna cariniscutis ingår i släktet Losgna och familjen brokparasitsteklar. Inga underarter finns listade i Catalogue of Life.